# Tendai
Tendai (天台宗 Tendai-shū?) es una escuela budista mahayana establecida en Japón en el año 806 por un monje llamado Saicho también conocido como Dengyō Daishi (伝教大師, título póstumo?), a quien el emperador Kanmu había confiado una misión en el continente. La escuela Tendai se destacó durante el Período Heian de Japón, eclipsando gradualmente a la poderosa escuela Hosso y compitiendo con la emergente escuela Shingon para convertirse en la más influyente en la corte imperial. 

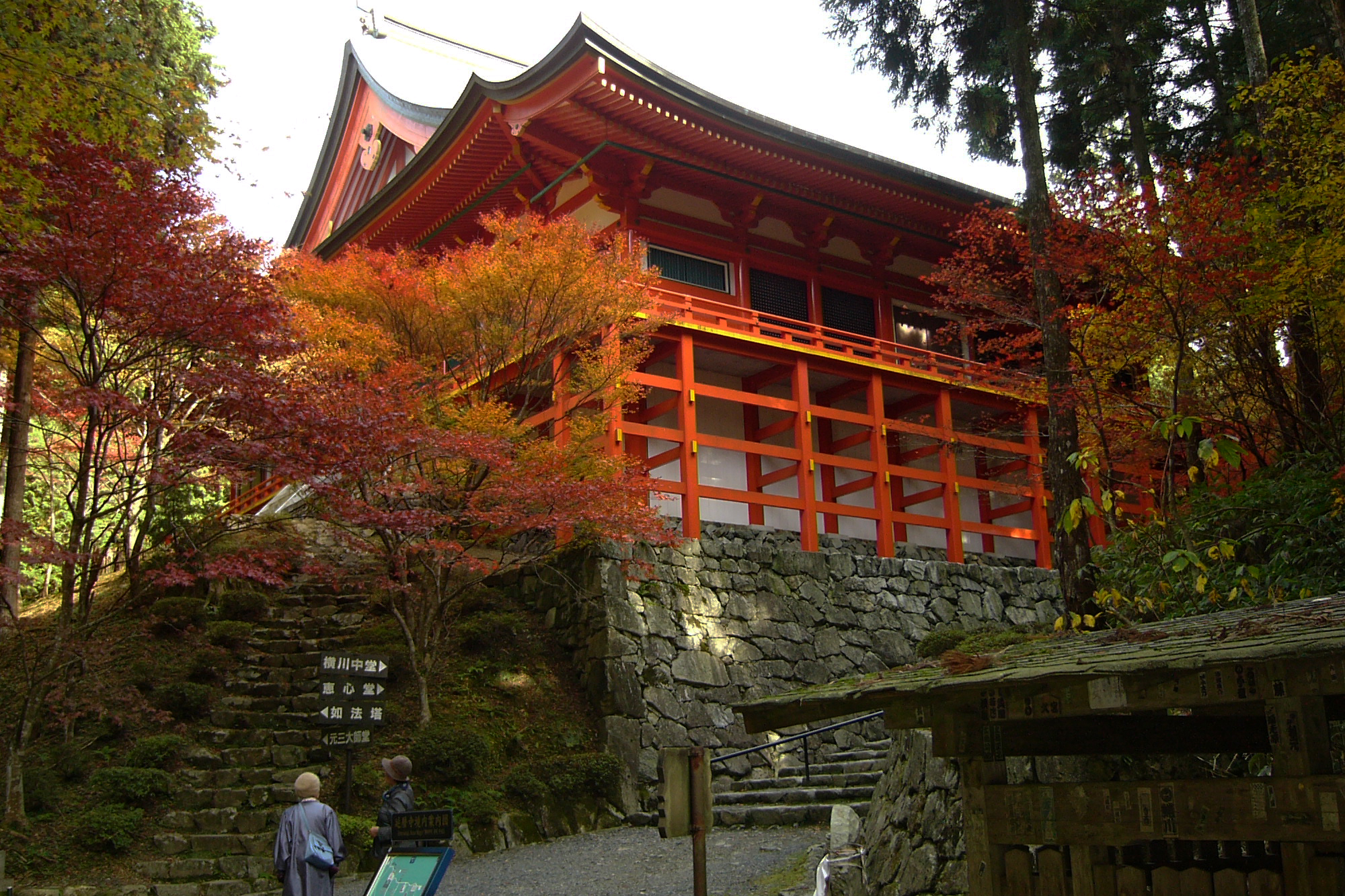
Monasterio Enryaku-ji en el Monte Hiei: Yokokawa-chudo.

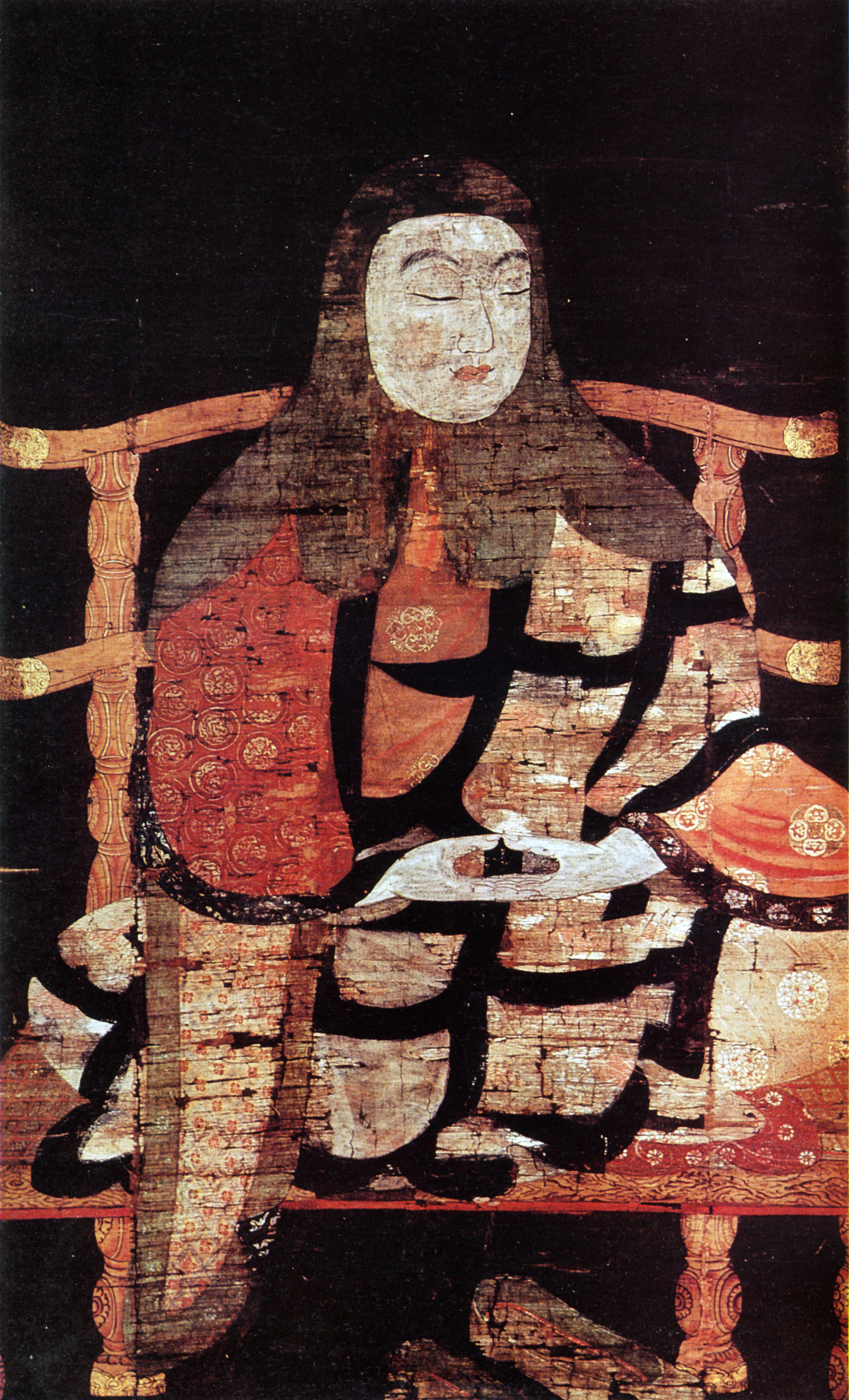
Pintura de Saichō, fundador de la secta Tendai en Japón, meditando sobre una silla.

Aunque el budismo Tendai desciende de una versión renovada de la escuela china Tiantai, presenta algunas novedades como el uso exclusivo de los Preceptos de Bodhisattva para la ordenación, su énfasis en las 'Cuatro Escuelas Integradas' y el énfasis de Saicho en la enseñanza de 'Un Vehículo'. La escuela Tendai, lo mismo que la escuela Tiantai, mantienen al Sutra del loto como la máxima enseñanza del Buda, y las enseñanzas y prácticas del fundador chino Zhiyi siguen siendo una base importante aún hoy día.

## Historia
Aunque las enseñanzas Tiantai habían llegado a Japón ya en el 754 con la llegada de Jianzhen (en japonés Ganjin) desde China, no llegaron a arraigar hasta generaciones más tarde cuando un monje llamado Saicho viajó a China como parte de las misiones japonesas a China imperial en el 804. En esta misma misión, también viajaba el futuro fundador del Budismo Shingon, Kukai, aunque los dos monjes estaban embarcados en barcos separados, y nunca se encontraron una vez llegaron a China.
Desde la ciudad de Ningbo (entonces llamada Ming-zhou 明州), Saicho fue presentado por el gobernador a Daosui (道邃), que era el séptimo patriarca de la escuela Tiantai y más tarde, viajó a las Montañas del Tiantai para dedicarse a estudiar.  Se inicia en el budismo Chan y en las tradiciones budistas esotéricas en las Montañas del Tiantai, Saicho dedicó gran parte de su tiempo a hacer copias precisas de los textos Tiantai, y a estudiar con Daosui. En el sexto mes de 805, Saicho regresó a Japón junto con la misión oficial a China.
Debido al interés de la Corte Imperial japonesa por las enseñanzas Tiantai en ese momento, así como por el budismo esotérico, Saicho alcanzó un puesto prominente a su regreso. El emperador Kanmu le pidió que realizara varios rituales esotéricos y Saicho aprovechó para buscar el reconocimiento del emperador hacia una nueva escuela, independiente de la de Tiantai, en Japón. Como el emperador buscaba reducir el poder de la escuela Hosso, aceptó su solicitud, con la condición de que la nueva escuela 'Tendai' tendría dos programas: uno para el budismo esotérico y otro para la meditación. 
Sin embargo, el emperador Kanmu murió poco después, y Saicho no recibió ninguna orden hasta el 809 bajo el reinado del emperador Saga. La elección de Saicho de establecer su comunidad en el Monte Hiei también resultó fortuita al estar ubicada al noreste de la nueva capital, Kioto y, por tanto, se consideró auspiciosa en términos de geomancia china para proteger la capital. Saicho entró en debates acalorados con figuras notables de la escuela Hosso, particularmente con Tokuitsu y mantuvo una relación cada vez más tensa con Kukai para ampliar su comprensión del budismo esotérico. Finalmente, los esfuerzos de Saicho también se dedicaron a desarrollar una plataforma de ordenación 'solo para Mahayana' que requería exclusivamente los Preceptos de Bodhisattva, y no a través del Vinaya en cuatro partes que se usaba tradicionalmente en el monasticismo budista de Asia oriental. Siete días después de la muerte de Saicho en el 822, su petición fue finalmente concedida, lo que permitió a la escuela Tendai, un budismo de "montaña", separarse de las poderosas escuelas budistas ""urbanas" del período Nara.
La orden Tendai profundizó su comprensión en las enseñanzas que Saicho había traído, especialmente en el budismo esotérico. Saicho solo había recibido iniciación en el mandala del Reino del Diamante, y dado que la escuela rival Shingon de Kukai había recibido un entrenamiento más profundo, los primeros monjes Tendai sintieron que era necesario regresar a China para obtener una mayor iniciación y enseñanza. Un discípulo de Saicho, Ennin, fue a China en el año 838 y regresó diez años más tarde con una comprensión más profunda del budismo esotérico, pero también de las enseñanzas del Budismo de la Tierra Pura, y un conocimiento más profundo de la escuela madre Tiantai.
En el 864, los monjes Tendai fueron apuntados al poderoso  sōgō (僧綱?  "Oficina de Asuntos Monásticos") con el nombre de Anné como maestro provisional de vinaya. Otros ejemplos incluyen el nombramiento de Enchin para la Oficina de Asuntos Monásticos en el 883. Mientras que Saicho se había opuesto a la Oficina durante su vida, en pocas generaciones, los discípulos obtuvieron puestos relevantes en la misma por parte de la Familia Imperial. Para entonces, el budismo japonés estaba dominado por la escuela Tendai en un grado mucho mayor que el del budismo chino por su precursor, el Tiantai.

### Zasu

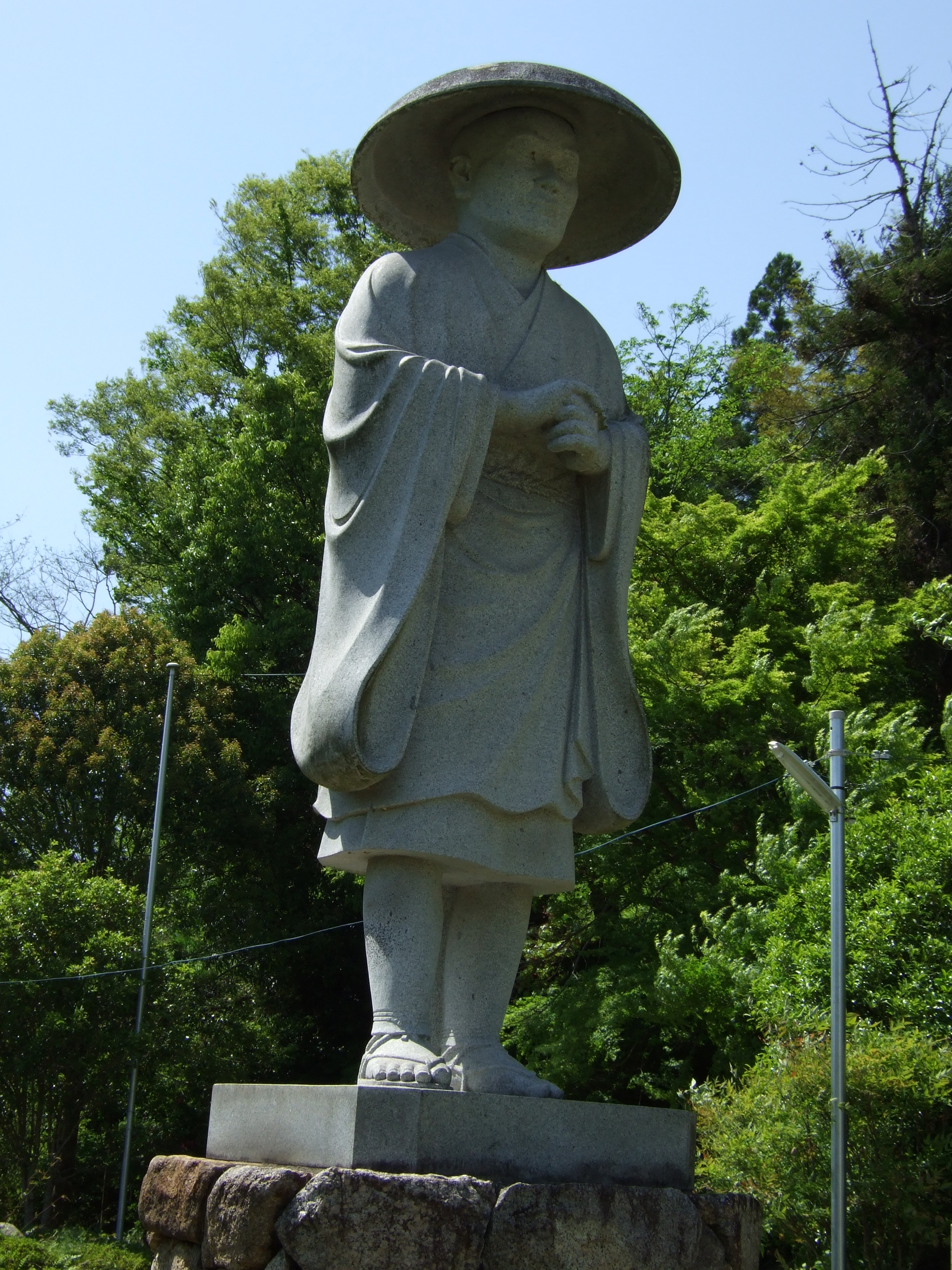
Estatua de Ennin, un importante discípulo de Saicho.

Gishin, discípulo de Saicho y primer zasu (座 主, 'Maestro de la Orden Tendai'), presidió los primeros Tendai ordenados:
1. Gishin (義真)
2. Enchō (円澄)
3. Ennin (円仁)
4. Anné (安慧)
5. Enchin (円珍)
6. Yuishu (惟首)
7. Yūken(猷憲)
8. Kōsai (康済)

Es digno de anotar que en los registros, las citaciones de zasu generalmente duraban solo unos pocos años, por lo que, entre la misma generación de discípulos, podrían ser nombrado varios zasu en la vida de una persona.

### Divisiones en la Orden Tendai
Filosóficamente, la escuela Tendai no se desvió sustancialmente de las creencias que había creado la escuela Tiantai en China. Sin embargo, lo que Saichō transmitió de China no fue exclusivamente Tiantai, sino que también incluyó elementos Zen (禪), el esotérico Mikkyō (密教) y la escuela Vinaya (戒律). La tendencia a incluir una variedad de enseñanzas se hizo más marcada en las doctrinas de los sucesores de Saichō, como Ennin (圓仁) y Enchin (圓珍).  Sin embargo, en años posteriores, estas enseñanzas comenzaron a formar escuelas secundarias dentro del budismo Tendai. En la época de Ryōgen, había dos grupos distintos en el monte Hiei:
- Sanmon, 'Escuela de la Montaña' de Sammon-ha (山門派), corriente conservadora, rama de Ennin que se mantuvo en el Monte Hiei.
- Jimon, 'Escuela del Templo' de Jimon-ha (寺 門派), más influenciado por el tantrismo, rama de Enchin con base en el Onjō-ji al pie del Monte Hiei en la ciudad de Otsu y el Templo Imperial Shogoin en la Escuela Honzan Shugen-shu en Kioto.

### Últimos años
Aunque la secta Tendai floreció bajo el patrocinio de la Casa Imperial de Japón y la nobleza, al final del período Heian experimentó una creciente ruptura en la disciplina monástica, además de agitaciones políticas con facciones rivales de la Guerra Genpei, principalmente con los clanes Taira y Minamoto. Debido a su patrocinio y creciente popularidad entre las clases superiores, la secta Tendai se hizo no solo respetar, sino también poderosa desde el punto de vista político y hasta militar, y cada uno de sus principales templos desplegaba sus propios ejércitos monásticos sōhei. Esto no era algo inusual para los templos principales del momento, ya que las escuelas rivales también formaban ejércitos, como el caso del templo principal de la escuela Hosso, el Kofuku-ji. Sin embargo, con el estallido de la Guerra Genpei, los templos Tendai incluso lucharon entre sí, como con el enfrentamiento de los de Hieizan con los de Miidera, dependiendo de sus afiliaciones políticas.
Varios monjes de bajo rango de la Orden Tendai se sintieron descontentos y en algunos casos buscaron establecer escuelas independientes propias. Fundadores tales como Nichiren, Hōnen, Shinran, Eisai o Dōgen fueron pensadores famosos en escuelas budistas japonesa no Tendai, aunque sí fueron formados inicialmente como monjes Tendai. Las prácticas y la organización monástica Tendais llegaron a ser adoptadas en algún grado u otro por cada una de estas nuevas escuelas. Una característica común de cada escuela era un conjunto de prácticas budistas más específicas (meditación zen para el Zen, Nichiren Shu, Jōdo shū o Nembutsu para las escuelas de la Tierra Pura, etc.), en contraste con el enfoque más integrado de Tendai.
Aunque varias escuelas disidentes surgieron durante el período Kamakura, la escuela Tendai usó su poder para tratar de oponerse al crecimiento de estas facciones rivales, particularmente con el Budismo Nichiren, que comenzó a crecer entre la clase media comerciante y el Budismo de la Tierra Pura, que eventualmente llegó a reclamar la lealtad de las clases más empobrecidas. 
El Enryaku-ji, el complejo del templo del Monte Hiei, al noroeste de Kioto, se convirtió en un centro de poder en expansión, al que llegaron no solo monjes ascéticos, sino también brigadas de sōhei o monjes-guerreros que lucharon por el beneficio del templo. Como resultado, en 1571, Enryaku-ji fue arrasado por el señor de la guerra Oda Nobunaga como parte de su campaña para unificar Japón. Nobunaga consideraba a los monjes del Monte Hiei como una amenaza potencial, además de rival, ya que podían emplear reclamos religiosos para poder unir a la población de su lado. La mayoría de los 3.000 templos que se levantaban en el complejo fueron arrasados y los monjes asesinados. Esta destrucción debilitó aún más la influencia Tendai, así como el cambio de la capital de Japón a Edo, lejos de Kioto. El complejo del templo fue reconstruido más adelante, y continúa sirviendo como templo principal Tendai en la actualidad.

## Doctrina Tendai

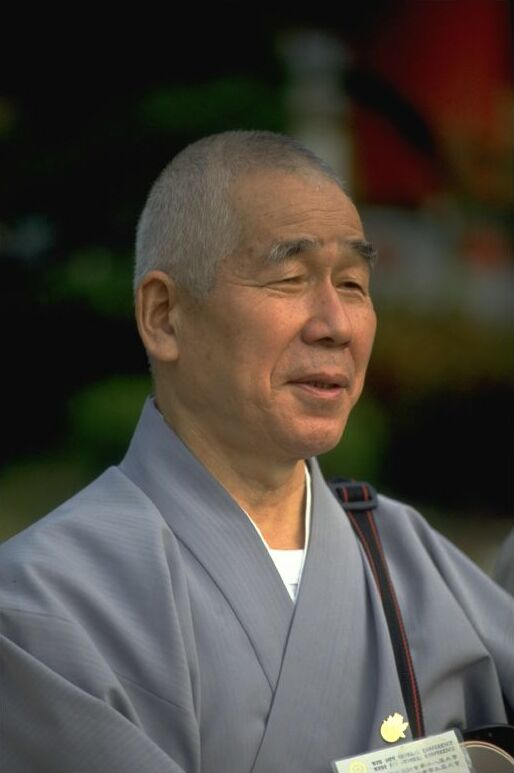
Sacerdote de la escuela budista japonesa Tendai.

El budismo Tendai puede resumirse en la siguiente cita: 

La primera característica de la escuela japonesa Tendai es su defensa de un budismo integral, ... la idea de que todas las enseñanzas de Buda son, en última instancia, sin contradicciones y se pueden unificar en un sistema completo y perfecto. Chih-i, fundador de la filosofía y la práctica del Tien-tai, intentó esta síntesis basándose en la doctrina ekayāna del Sutra del loto.

El budismo Tendai tiene varias ideas filosóficas que permiten la reconciliación de la doctrina budista con aspectos de la cultura japonesa como el sintoísmo y la estética tradicional. Está arraigado en la idea, fundamental para el budismo mahayana, que la condición de Buda, la capacidad de alcanzar la iluminación, es intrínseca en todas las cosas. También fundamental para Mahayana es la noción de que el mundo fenoménico, el mundo de nuestras experiencias, fundamentalmente es una expresión de la ley budista (Dharma). Esta noción plantea el problema de cómo llegamos a tener muchas experiencias diferenciadas. El budismo Tendai afirma que todos y cada uno de los fenómenos sensoriales "tal como son" son la expresión del Dharma. Para la secta Tendai, la máxima expresión del Dharma es el Sutra del loto. Por tanto, la naturaleza fugaz de todas las experiencias sensoriales consiste en la predicación del Buda sobre la doctrina del Sutra del loto. La existencia y experiencia de todos los seres no iluminados es fundamentalmente equivalente e indistinguible de las enseñanzas del Sutra del loto.
El budismo Tendai, de acuerdo con el Tiantai de China, venera el Sutra del loto como la más alta enseñanza del budismo. En los escritos de Saicho, usaba con frecuencia la terminología hokke engyō (法華円教 "Enseñanza perfecta del Sutra del loto"?)) para sugerir que fue la culminación de los sermones anteriores dados por el Buda histórico. Además, debido a la importancia central de este sutra, el Budismo Tendai incluye enseñanzas como: 
- Todas las enseñanzas y prácticas budistas encajan en un único 'vehículo'. Saicho usó con frecuencia el término ichijō bukkyō (一乗仏教?  "Budismo de un vehículo") y se refirió al segundo capítulo del Sutra del loto por su base de las escrituras.
- Todos los seres tienen el potencial para la plena budeidad. Esta enseñanza en particular fue un punto importante de discusión con la poderosa escuela Hosso, que adoptó la Doctrina de las cinco naturalezas (五姓各別 'goshō kakubetsu'?). La Doctrina de las cinco verdades enseñadas por Buda conducen progresivamente a la humanidad hacia la verdad absoluta. Los acalorados debates entre Saicho y Tokuitsu, de la escuela Hosso, se centraron con frecuencia en torno a este tema y reflejan debates similares entre las escuelas madres de China.
- La importancia de los medios convenientes o hōben (方便?).

El budismo Tendai usa una jerarquía similar a la secta madre Tiantai para clasificar los diversos sutras en el canon del budismo en relación con el Sutra del loto, y también sigue la concepción original de Zhiyi de las Ocho Enseñanzas y Cinco Períodos o gojihakkyō (?  五時八教) en japonés. Está basada en la doctrina de los medios convenientes, pero también era una práctica común entre las escuelas de Asia oriental que intentaban ordenar el vasto cuerpo de escritura heredado del budismo indio.

### Integración de las cuatro escuelas de práctica
Una característica exclusiva del budismo Tendai japonés desde su inicio fue el concepto de shishūyūgō (四宗融合?  "Integración de las cuatro escuelas"). Bajo el paraguas del Sutra del loto, el budismo Tendai integra cuatro aspectos diferentes de la práctica del budismo: 
- Prácticas de la Tierra Pura como veneración del Buda Amitabha, nembutsu recitando el nombre del Buda, etc.
- Meditación Dhyana que comprende las meditaciones samatha y vipassanā. En el Tendai japonés se llama meditación shikan (止観?  "Visión calmante"). Gran parte proviene de los escritos de Zhiyi y de la escuela madre Tiantai.
- Prácticas esotéricas, también conocidas como taimitsu (台密?).
- Preceptos, en particular los Preceptos de Bodhisattva.

Los maestros experimentados o ajari, se forman en las cuatro escuelas.
Los sutras de cada una de estas escuelas son venerados, cantados y estudiados en el budismo Tendai.